# Bryx analicarens
Bryx analicarens är en fiskart som först beskrevs av Paul Georg Egmont Duncker 1915.  Bryx analicarens ingår i släktet Bryx och familjen kantnålsfiskar. Inga underarter finns listade.